# Wrzelów
Wrzelów – wieś w Polsce położona w województwie lubelskim, w powiecie opolskim, w gminie Łaziska.
Wieś szlachecka  położona była w drugiej połowie XVI wieku w powiecie lubelskim województwa lubelskiego. W latach 1975–1998 miejscowość administracyjnie należała do ówczesnego województwa lubelskiego.
Wieś stanowi sołectwo w gminie Łaziska. Według Narodowego Spisu Powszechnego z roku 2011 wieś liczyła 212 mieszkańców.

## Demografia
| Rok                                                                         | 2003 | 2006 | 2007 | 2008 | 2009 | 2010 | 2011 | 2012 | 2013 | 2014 | 2015 |
| --------------------------------------------------------------------------- | ---- | ---- | ---- | ---- | ---- | ---- | ---- | ---- | ---- | ---- | ---- |
| Wrzelów                                                                     | 228  | 232  | 230  | 234  | 230  | 224  | 219  | 215  | 213  | 210  | 205  |
| Źródło: Dane własne gminy podane według stamu na koniec roku kalendarzowego |      |      |      |      |      |      |      |      |      |      |      |

## Historia
Wieś notowana w roku 1409. Dziedzicami byli wówczas Klara (1409) i Jan z Wrzelowa (1409-1419). W latach 1453–1485 dziedzicem wsi był Mikołaj Wrzelowski herbu Rawa syn Piotra dziedzica Wrzelowa i Kliczkowic. Było tu wówczas 7 łanów kmiecych, dających dziesięcinę, wartości do 6 grzywien, klasztorowi na Łysej Górze; folwark rycerski oddawał dziesięcinę plebanowi w Opolu (Długosz L.B. t.II, s.545). W spisach poborowych z 1531 Wrzelów wraz z Kliczkowicami i Szczecinem podano jako płacące od 2 łanów kmiecych i 1 młyna. W roku 1676 wojewoda Kijowski płaci tu pogłówne od 98 dusz (Pawiński, Małopolska, 356 i 34a). Wieś należącą do dóbr opolskich w województwie lubelskim w 1704 roku odziedziczyła Teresa Dunin-Borkowska, żona wojewody lubelskiego Stanisława Tarły. 
W wieku XIX Wrzelów opisano jako wieś z folwarkiem i dobra tej nazwy nad Wisłą w powiecie nowoaleksandryjskim (puławskim), gminie Szczekarków, parafii Opole, odległy 25 wiorst od Puław.
Według spisu z roku 1827 we wsi było 58 domów i 328 mieszkańców.
Charakterystyka dóbr Wrzelów
Dobra Wrzelów składały się w r. 1885 z folwarków: Wrzelów, Dratów, Nieciecz, Brzozówka, nomenklatury Grabowiec, rozległość mórg 2067 w tym: folwark Wrzelów gruntów i ogrodów mórg 250, łąk mórg 130, w odpadkach mórg 4, nieużytków mórg 21; budynków mur. 3, z drewna 17; płodozmian 9 polowy; folwark Dratów gruntów i ogrodów mórg 285, łąk mórg 104, pastwisk mórg 147, lasu mórg 9, nieużytków mórg 24; budynków z drewna 5; folwark Nieciecz gruntów i ogrodów i ogr, mórg 118, łąk mórg 99, nieużytków mórg 11; budynków z drewna 5; folwark Brzozówka gruntów i ogrodów i ogr. mórg 410, łąk mórg 34, pastwisk mórg 273, w odpadkach mórg 62, nieużytków mórg 87, budynków murowanych 2, z drewna 15.
Wsie w dobrach Wrzelów
Wieś Wrzelów osad 39, mórg 219, wieś Majdany osad 26, mórg 156, wieś Lubomirka osad 23, mórg 107, wieś Rybaki osad 20, mórg 174.

## Archeologia
Na terenie osady Dratów sąsiadującej z Wrzelowem, a w średniowieczu nieistniejącej odkryto znaleziska wczesnośredniowieczne. (A. Żaki, Archeologia Małopolski wczesnośredniowiecznej, Wrocław 1974. s.522-523)